# Foster megye
Foster megye az Amerikai Egyesült Államokban, azon belül Észak-Dakota államban található. Megyeszékhelye és legnagyobb városa Carrington. Lakosainak száma 3397 fő (2020. április 1.). Foster megye Eddy, Griggs, Stutsman és Wells megyékkel határos.

## Népesség
A megye népességének változása:
| Lakosok száma | 3343 | 3352 | 3396 | 3366 | 3356 | 3397 |
|               | 2010 | 2011 | 2012 | 2013 | 2015 | 2020 |